# David McNiven
David Scott McNiven (Stonehouse, 9 settembre 1955) è un calciatore scozzese, di ruolo attaccante.

## Biografia
I suoi figli gemelli David e Scott sono a loro volta stati dei calciatori professionisti.

## Carriera

### Club
Dopo aver giocato nelle giovanili del Leeds Utd esordisce in prima squadra (e contestualmente anche tra i professionisti) all'età di 20 anni nella stagione 195-1976, nella quale è autore di 2 presenze ed una rete nella prima divisione inglese; l'anno seguente gioca invece con regolarità, mettendo a segno 5 reti in 18 presenze. Nel febbraio del 1978, dopo ulteriori 2 presenze in prima divisione, viene ceduto a titolo definitivo in terza divisione al Bradford City: qui diventa per anni un punto fermo del club, in cui gioca per cinque anni consecutivi (spalmati su sei campionati), fino al gennaio del 1983 quando passa al Blackpool. In particolare, dopo la retrocessione in quarta divisione subita al termine della stagione 1977-1978, gioca per quattro stagioni consecutive in questa categoria, fino alla nuova promozione in terza divisione conquistata al termine della stagione 1981-1982, per poi trascorrere mezza stagione in terza divisione sempre con i Bantams, con cui colleziona complessivamente 64 reti in 212 partite di campionato giocate. Come detto gioca poi al Blackpool, con cui trascorre due stagioni e mezzo (l'ultima delle quali conclusasi con una nuova promozione in terza divisione) in quarta divisione, andando in rete per 11 volte in 49 partite di campionato giocate. Nel 1985, dopo un breve periodo negli Stati Uniti giocando indoor nei Pittsburgh Spirits, realizza 4 reti in 12 presenze nella quarta divisione inglese con l'Halifax Town. Chiude infine la carriera giocando a livello semiprofessionistico con il Morecambe.
In carriera ha totalizzato complessivamente 285 presenze e 95 reti nei campionati della Football League.

### Nazionale
Tra il 1976 ed il 1977 ha totalizzato complessivamente 3 presenze ed una rete con la maglia della nazionale scozzese Under-21.

## Palmarès

### Club

#### Competizioni regionali
- Lancashire FA Challenge Trophy: 1

Morecambe: 1985-1986